# ميخائيل بوكر (متزلج فني)
ميخائيل بوكر (بالإنجليزية: Michael Booker)‏ هو متزلج فني بريطاني، ولد في 16 أبريل 1937 في إزلنغتون في المملكة المتحدة.

## وصلات خارجية
- ميخائيل بوكر على موقع أوليمبيديا (الإنجليزية)
- ميخائيل بوكر على موقع اللجنة الأولمبية البريطانية (الإنجليزية)